# Geschichte Bergedorfs

Bergedorfer St.-Petri-und-Pauli-Kirche 1850

Die Geschichte Bergedorfs begann 1162 mit der ersten urkundlichen Erwähnung des Ortes. 1275, nach nur gut einem Jahrhundert, stieg der Ort zur Stadt auf. Die längste Zeit ihres Bestehens – von 1420 bis 1867 – stand die Stadt unter beiderstädtischer Verwaltung Hamburgs und Lübecks. Im Rahmen des Groß-Hamburg-Gesetzes wurde Bergedorf eingemeindet und zu einem von vielen Hamburger Stadtteilen.

## Mittelalter

Urkunde für das Recht zur Aufstauung der Bille und Errichtung einer Wassermühle 1208

Erstürmung des Bergedorfer Schlosses 1420

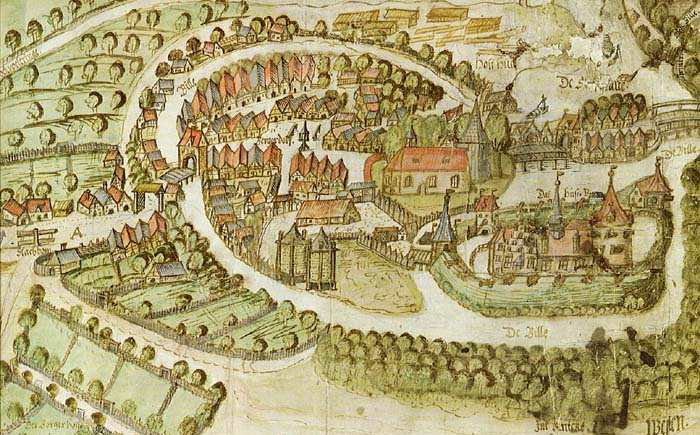
Bergedorf 1598

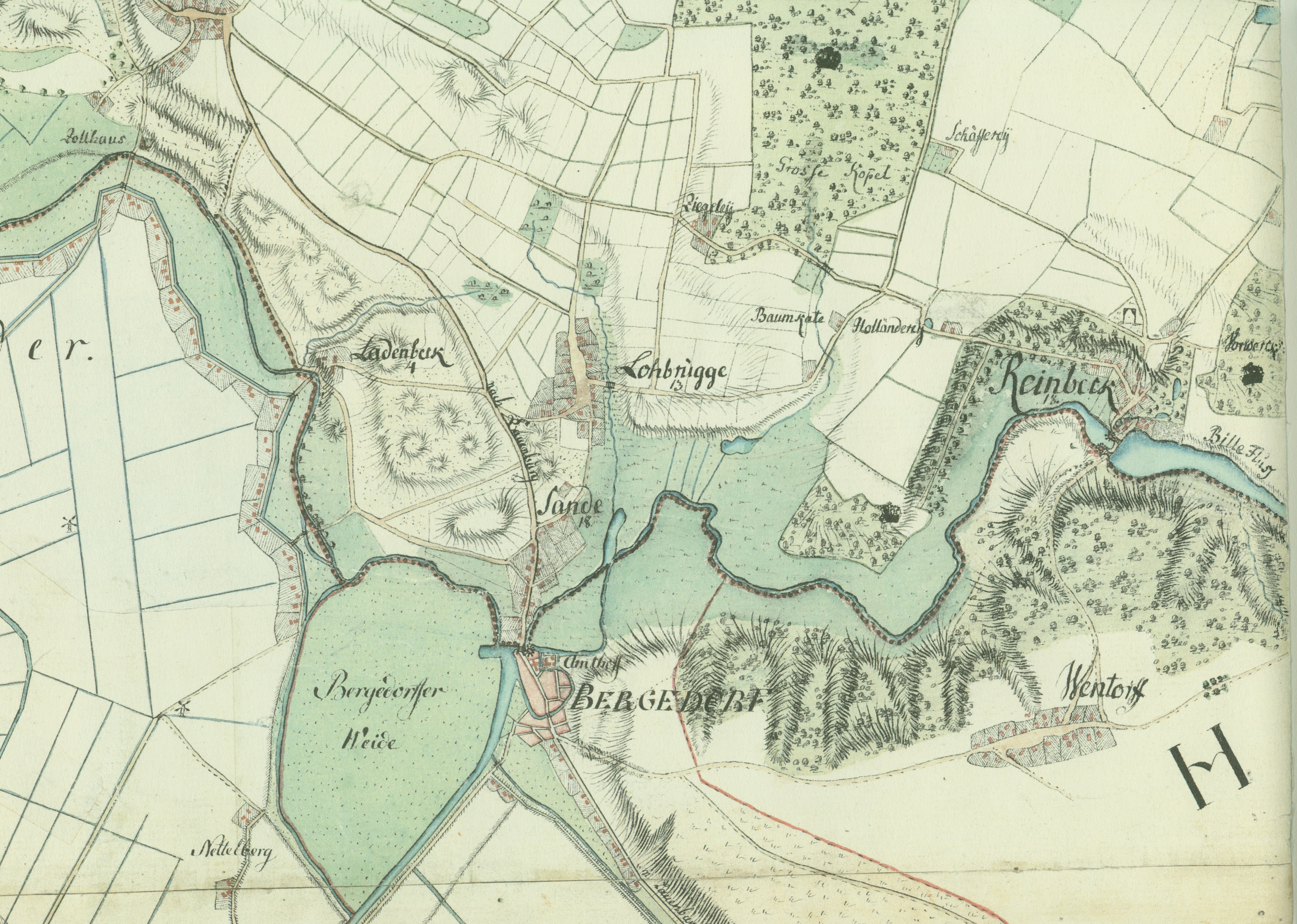
Bergedorf aufgenommen in den Jahren von 1789 bis 1796 unter Leitung des Majors Gustav Adolf von Varendorf

Große Straße (heute Sachsentor/Bergedorfer Markt) 1895

Sachsenstraße (heute Sachsentor) 1897

Bergedorfer Schloss 1899

Gasthof zur Sonne (1919) Weidenbaumsweg/Alte Holstenstraße von 1837 bis 1971

Bergedorfer Hafen Anfang des 20. Jahrhunderts

Erstmals wurde Bergedorf 1162 urkundlich erwähnt. Das Kirchspiel Bergerdorp gehörte unter dem Sachsenherzog Heinrich dem Löwen zunächst zum Erzbistum Hamburg, es wechselte anschließend jedoch in die Zuständigkeit des Bistums Ratzeburg. Bereits damals verlief durch den Ort die wichtige Heer- und Fernhandelsstraße von Hamburg nach Lauenburg, die noch heute existiert. Sie begünstigte die Lage des Ortes als Marktsiedlung.
Von 1202 bis 1227 befand sich Bergedorf unter der Herrschaft des dänischen Königs Waldemar II. Dies war der Entwicklung Bergedorfs förderlich, es entstand das noch heute erkennbare Zentrum des Ortes. Zunächst wurde 1208 die Bille aufgestaut und eine Kornwassermühle errichtet. Als Vorläuferin des Bergedorfer Schlosses entstand 1212 bis 1224 eine Wasserburg, um die sich eine zweite Siedlung etablierte. 1227 konnten ein Heer norddeutscher Fürsten sowie der Städte Hamburg und Lübeck die Truppen des dänischen Königs Waldemar II. bei der Schlacht von Bornhöved in der Nähe Segebergs entscheidend besiegen. Dadurch gelangte das Gebiet unter die Hoheit des Grafen Adolf IV. von Schauenburg.
1275 verlieh Johann I. aus dem Geschlecht der Askanier dem Ort die städtischen Rechte nach Mölln-Lübecker Vorbild. Der Flecken entwickelte sich in der Folgezeit zu einem Ackerbürgerstädtchen mit Marktplatz, eingefasst vom wallgeschützten Stadtgraben und zwei Stadttoren. Das Schloss war seinerzeit Sitz des zuständigen Vogts Otto von Ritzerau.
Herzog Erich III. von Sachsen-Lauenburg verpfändete Bergedorf 1370 gegen Zahlung einer Pfandsumme an die Stadt Lübeck. Nach seinem Tod 1401 hielt sich dessen Cousin Erich IV. nicht mehr an den Pfandvertrag gebunden, da er seinen Interessen entgegenstand. Er besetzte Bergedorf und vertrieb die Lübecker. In den Folgejahren störten die Nachkommen Erichs IV., seine Söhne Erich V., Bernhard III. und Otto den reibungslosen Verkehr auf dem Handelsweg zwischen Hamburg und der Elbfähre am Zollenspieker und ließen hansische Kaufleute überfallen.

## Hamburg-Lübecker Herrschaft
1420 griffen die Hansestädte Hamburg und Lübeck gemeinsam die Stadt Bergedorf an. Die Gründe lagen zum einen im Raubrittertum des Hauses Sachsen-Lauenburg, das die gemeinsamen wirtschaftlichen Interessen der Hansestädte tangierte, und zum zweiten für Lübeck im verletzten Pfandvertrag. Hamburg und Lübeck beschlossen den Krieg und kündigten den Besatzern offen die Fehde an. Hierzu stellten sie ein Heer zusammen, das aus 800 Reitern, 1000 Büchsenschützen, 2000 Fußsoldaten und mehreren Kanonen bestand. Die Stadt war nach einem Tag eingenommen. Die 40-köpfige Burgbesatzung hingegen hielt der Belagerung und der Beschießung fünf Tage stand, ehe sie kapitulierte und frei abzog. Im Vertrag von Perleberg sicherten sich Hamburg und Lübeck die beiderstädtische Herrschaft (Kondominium) über Bergedorf, die Vierlande, Geesthacht und den halben Sachsenwald.
Mit den Vertragsverhandlungen wurden für Lübeck der Bürgermeister Jordan Pleskow und für Hamburg der Bürgermeister Hein Hoyer betraut. Die Verwaltung der eroberten Gebiete erfolgte gemeinsam, aber abwechselnd. Dazu setzten die Städte jeweils einen Amtmann mit zwölf wehrhaften Kriegsknechten und Dienern ein. Dienstsitz des Amtsmanns war das Bergedorfer Schloss. Zunächst wechselten sich die Städte mit der Verwaltung des Gebietes alle vier, ab 1446 alle sechs Jahre ab. Ab 1620 übten die jeweiligen Burghauptleute ihr Amt auf Lebenszeit – ebenfalls im Wechsel – aus.
(Siehe auch Liste der Amtmänner des Beiderstädtischen Amtes Bergedorf)

## Neuzeit
Der Schleusengraben zur Dove Elbe entstand ab 1443 als Schifffahrtsweg zum Landgebiet, also den heutigen Vierlanden, und nach Hamburg. Zur damaligen Zeit wurde in der Nähe des Schlosses die Kirche St. Petri gebaut, die bis 1502 zur St. Petri und Pauli erweitert wurde. Die erste urkundliche Erwähnung eines Zunftamtes der Schneider, Schuhmacher und Schmiede datiert auf den 18. Mai 1447.
Der Amtmann Ditmar Koel – seit 1542 in Bergedorf – führte hier 1544 die Reformation ein. Er ließ 1545 eine Sägemühle am Blickgraben errichten, die im 17. Jahrhundert am heutigen Kupferhof in eine Kupfermühle umgebaut wurde. Während des Dreißigjährigen Krieges von 1618 bis 1648 konnte sich Bergedorf durch Zahlung hoher Geldbeträge vor den Truppen der Katholischen Liga unter dem Feldherrn Johann t’Serclaes von Tilly bzw. vor den kaiserlichen Streitkräften unter dem Oberbefehlshaber Wallenstein schützen. 1621 zerstörte ein Großbrand annähernd die Hälfte der Stadt. Auf der Hude und dem Specken entstand um 1700 eine Vorstadt, in der neben einem Armenhaus auch eine Lohmühle erbaut wurde.
In Bergedorf wurde 1676 unter dem Vorwurf der Zauberei Margareth Uhler, Gattin des Sven Uhler, inhaftiert. Sie befand sich 21 Monate in Untersuchungshaft (zeitweise in Ketten). Erst im Jahr 1678 erfolgte der Freispruch, es war der letzte Hexenprozess in Hamburg.
In der Franzosenzeit von 1806 bis 1814 wurden auch Bergedorf und das benachbarte Hamburg in das französische Kaiserreich einverleibt, bis die Städte an die russischen Belagerer übergeben wurden. In den Jahren danach folgte eine wirtschaftliche Erholung, die unter anderem vom Ausbau der Verkehrswege gekennzeichnet ist, namentlich der Wentorfer Straße in Richtung Schwarzenbek und der Kampchaussee. 1838 war die Kampchaussee die erste als Kunststraße angelegte zollfreie Verbindung über Billwerder nach Hamburg. Sie wurde nach 160 Jahren 1998 in Kurt-A.-Körber-Chaussee umbenannt. Ein weiterer Ausbau der Verkehrswege war der Bau der Hamburg-Bergedorfer Eisenbahn 1842 durch William Lindley. Die Verlängerung nach Berlin erfolgte 1846. Um den Bahnhof herum entstand das italienische Viertel mit vornehmen Restaurants wie dem Frascati (vgl. Frascatiplatz), dem Portici und dem Colosseum. Politisch-freiheitliche Bestrebungen führten 1847 zur Gründung des Bürgervereins. Für kurze Zeit, von 1861 bis 1867, verausgabte das Amt sogar eigene Bergedorfer Briefmarken.
Mit Vertrag vom 8. August 1867 kaufte die Stadt Hamburg der Stadt Lübeck deren Besitzrechte für 200.000 preußische Taler ab. Am 1. Januar 1868 endete somit die seit 1420 praktizierte beiderstädtische Verwaltung, Bergedorf wurde nunmehr endgültig Teil der Stadt Hamburg. Das bisherige Amt Bergedorf wurde zur Landherrenschaft erhoben. Die Eingliederung Bergedorfs in den Deutschen Zollverein ließ die Ausfuhrabgaben auf produzierte Waren fortfallen. Die Gewerbefreiheit ab 1867 und die Gewerbeordnung von 1878 sorgten für eine Industrialisierung des Ortes. Eine Glashütte war 1869 der erste Großbetrieb, weitere folgten. Zwei Stuhlrohrfabriken erlangten besondere Bedeutung (vgl. Stuhlrohrstraße). Während der Amtszeit des Bürgermeisters Ernst Mantius von 1882 bis 1897 entwickelte sich Bergedorf zum modernen Vorort. 1887 wurde eine organisierte Müllabfuhr eingerichtet. Das erste Kraftwerk samt elektrischer Straßenbeleuchtung erhielt der Ort 1897. Um 1900 entstand das Bergedorfer Villenviertel.

## 20. Jahrhundert

### Bauliche und strukturelle Veränderungen
Eine Kläranlage wurde 1910 gebaut. 1912 war für Bergedorf ein besonderes Jahr. Zu dieser Zeit war die sechs Jahre dauernde Ansiedelung der Hamburger Sternwarte auf dem Gojenberg abgeschlossen. Sie befand sich zuvor am Millerntor und zog wegen der Zunahme der Störungsquellen für die empfindlichen Optiken im Großstadtalltag in die Peripherie.
In den ersten drei Jahrzehnten des 20. Jahrhunderts veränderte Bergedorf sein Gesicht beträchtlich: In den 1900er Jahren lockten die wachsenden Unternehmen scharenweise Arbeiter in die Stadt, es entstanden im Süden Bergedorfs Arbeitersiedlungen und Quartiere wie Nettelnburg. In den 1920er Jahren folgten weitere Aus- und Umbauten. Das Bergedorfer Rathaus entstand 1927. Bergedorf erhielt eine Fluss-Badeanstalt (Bille-Bad), ein Amtsgericht, ein Gefängnisgebäude, Gebäude für Polizei und Feuerwehr. Das Hansa-Gymnasium wurde errichtet und der Stadtgraben zugeschüttet. Der Bau der „Durchbruchstraße I“ (heutige Vierlandenstraße) war eine radikale Baumaßnahme zur Verbesserung der Verkehrsinfrastruktur.
Mit der Umsetzung des Groß-Hamburg-Gesetzes und der Deutschen Gemeindeordnung zum 1. April 1938, verlor Bergedorf seinen Status als selbständige Stadt unter Hamburgischer Verwaltung und wurde zunächst dem Landbezirk zugeschlagen und genau ein Jahr später zu einem Hamburger Bezirk. Als Ländlicher Bezirk blieb Bergedorf weitgehend von den Bombenangriffen der Alliierten verschont. Tausende ausgebombter Hamburger fanden in den Auffanglagern Zuflucht.
Nach Gründung der Bundesrepublik kam es 1951 zu einer weiteren Verwaltungsreform. Lohbrügge, das vor der Eingemeindung nach Hamburg, zum Landkreis Stormarn gehört hatte, sowie die südöstlichen ehemaligen Hamburger Landgebiete wurden mit Bergedorf zum neuen Bezirk Bergedorf verschmolzen.

### Politische Situation in der Weimarer Republik und der Zeit des Nationalsozialismus
In der Weimarer Republik stellte die SPD von 1919 bis 1933 den Bürgermeister.
Während der Hyperinflation 1923 kam es zum Zeitpunkt des kommunistischen Hamburger Aufstands auch in Bergedorf zu Besetzungen von Industriebetrieben. Die Polizei nahm etwa fünfzig Personen fest, elf Personen wurden angeschossen und zwei starben an ihren Verletzungen.
Mit dem Beginn der Weltwirtschaftskrise begannen die Nationalsozialisten in Bergedorf Fuß zu fassen. 1930 erhielt die NSDAP bereits mehr als 20 % der Stimmen. Ein Fanal war der von SA-Männern verübte Mord an dem in Bergedorf wohnenden KPD-Bürgerschaftsabgeordneten Ernst Henning im März 1931.
Ab Mitte 1932 waren vor allem die Nationalsozialisten für die gewaltsamen Ausschreitungen in Bergedorf verantwortlich. Trotzdem stieg die Zustimmung in der Bevölkerung. Bei der Wahl zur Hamburgischen Bürgerschaft im September 1931 stimmten bereits über 31 % für die NSDAP, bei der Reichstagswahl im Juli 1932 waren es mehr als 37 %. Bei der letzten freien Reichstagswahl vom 5. März 1933 stimmten 40,18 % der Bergedorfer für die NSDAP und 9,75 % für die Kampffront Schwarz-Weiß-Rot, während in Lohbrügge, Billwerder und Nettelnburg die SPD die Mehrheit der Stimmen erhielt.

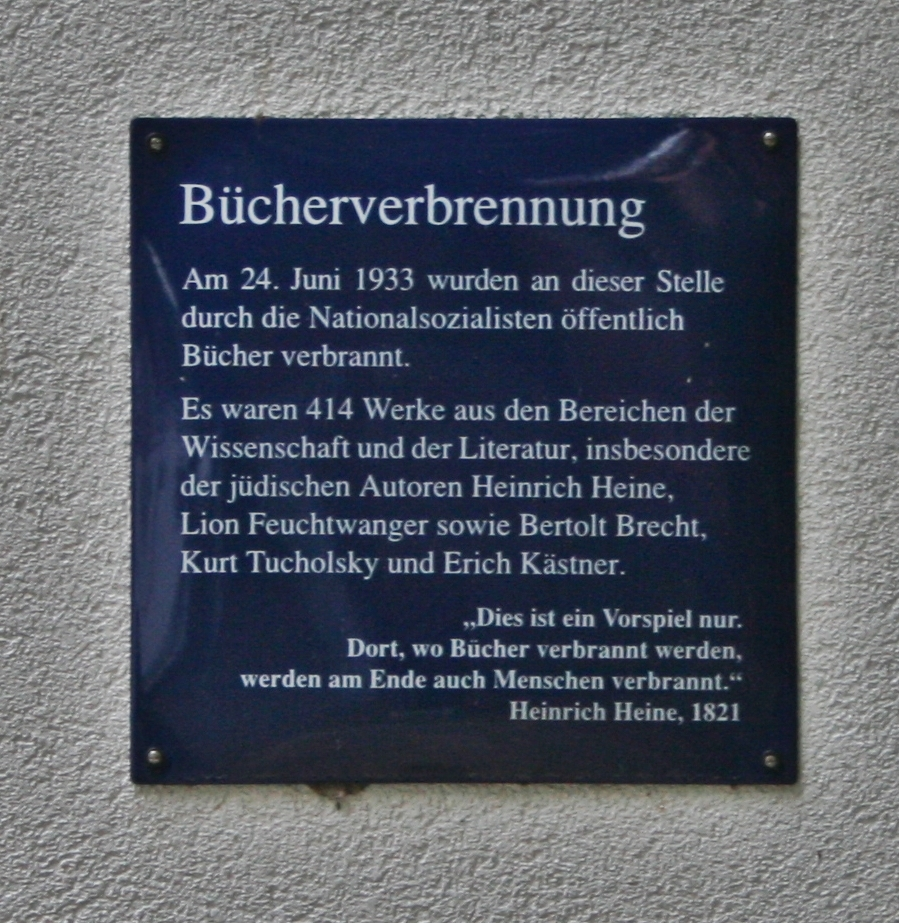
Gedenktafel zur Bergedorfer Bücherverbrennung 1933

Nach der endgültigen Machtübernahme der Nationalsozialisten wurde der amtierende SPD-Bürgermeister Friedrich Frank am 28. März 1933 zum Rücktritt gezwungen und am selben Tag durch das NSDAP-Mitglied Albrecht Dreves ersetzt. Zum geplanten Boykott jüdischer Geschäfte, Arztpraxen, Rechtsanwalts- und Notarskanzleien am 1. April 1933 rief die von den Nationalsozialisten übernommene Bergedorfer Zeitung mit einer ganzseitigen Anzeige auf. Am 24. Juni 1933 fand in Nachahmung der „Aktion wider den undeutschen Geist“ im Rahmen einer Sonnenwendfeier in Bergedorf eine Bücherverbrennung durch NS-Studenten und die Bergedorfer Turnerschaft von 1860 statt.
Viele Regimegegner wurden inhaftiert. Der Widerstandskämpfer Ferdinand Buhk wurde nach vorausgegangenen Misshandlungen am 14. September 1934 im KZ Fuhlsbüttel erhängt aufgefunden.
Eng verbunden mit der Geschichte Bergedorfs in der Zeit des Nationalsozialismus ist das KZ Neuengamme, in dem seit der Errichtung etwa 100.000 Personen inhaftiert waren. Viele der Häftlinge mussten in Bergedorf Zwangsarbeit leisten.
Abgesehen von den Häftlingen des KZs Neuengamme arbeiteten während des Zweiten Weltkriegs mindestens 2000 zivile Zwangsarbeiterinnen und Zwangsarbeiter, sowie Kriegsgefangene für Bergedorfer Betriebe, auch in der Rüstungsindustrie. Besonders unter den entgegen der Haager Landkriegsordnung  zur Zwangsarbeit eingesetzten sowjetischen Kriegsgefangenen aus dem Lager an der Kampchaussee und nördlich von Lohbrügge war die Sterblichkeit wegen „Entkräftung“ infolge mangelnder Ernährung hoch.
Über das Schicksal einiger Bergedorfer NS-Opfer, darunter Juden, Widerstandskämpfer und Euthanasie-Opfer, informiert die Liste der Stolpersteine in Hamburg-Bergedorf.

### Nachkriegszeit
Von 1945 bis 1949 und in den Jahren der jungen Bundesrepublik erlebte Bergedorf weitere beträchtliche Veränderungen. So baute Kurt A. Körber 1945/46 in Bergedorf die weltweit exportierende Maschinenfabrik Hauni auf. Die „Durchbruchstraße II“ (Bergedorfer Straße/B5) sorgte für einen städtebaulichen Wandel; denn für die neue Straße mussten unter Protest vieler Bürger alte Fachwerkhäuser weichen. Für den Bau mussten 1955 mehr als 100 Häuser mit 230 Wohnungen, 400 Mietparteien und 58 Gewerbebetriebe verschwinden. Im Jahr 1962 wurde der Westen Bergedorfs durch die Sturmflut stark beschädigt. Insbesondere die Stadtteile Moorfleet, wo der Deich gebrochen war, Billwerder und Allermöhe. Die Großwohnsiedlung Bergedorf-West entstand Ende der 1960er Jahre in einer für die damalige Zeit typischen Art und Ausprägung. Die 1971 eingerichtete Fußgängerzone Sachsentor/Alte Holstenstraße sorgte hingegen für eine weitere Erhöhung der Attraktivität der inneren Bergedorfer Altstadt. Das erste kleinere Einkaufszentrum CCB (City-Center Bergedorf) entstand 1973.
Trotz der mittlerweile seit über 140 Jahren währenden Zugehörigkeit zu Hamburg hat sich Bergedorf – begünstigt durch die örtliche Entfernung und geografische Inselbildung des Ortes – eine eigene Identität bewahrt. Obgleich selbst Hamburger, fahren Bergedorfer – ähnlich wie Harburger – noch heute „nach Hamburg“, wenn sie die Hamburger Innenstadt aufsuchen.

Erste Erwähnung in der Urkunde von 1162
Johann I. verlieh Bergedorf 1275 die Stadtrechte
Sigillum Opidi Barghardor, ältestes „Siegel der Stadt Bergedorf“ um 1400
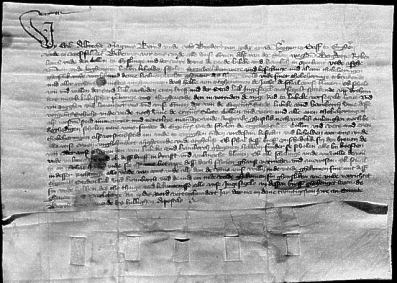
Perleberger Vertrag 1420, Beginn der beiderstädtischen Verwaltung
Siegel Bergedorfs von 1420 bis 1867
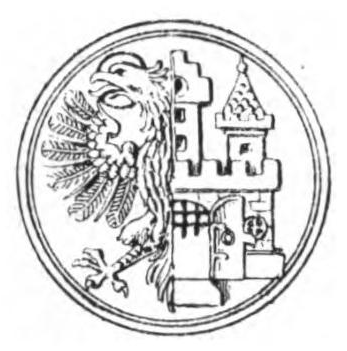
Wappen des Amtes Bergedorf von 1620
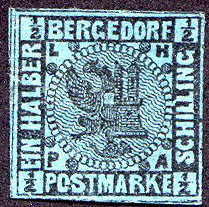
Bergedorfer Briefmarke 1861 bis 1867
Siegel Bergedorfs 1885
Wappen Bergedorfs von 1927 bis zum Beitritt 1938